# ستيف راي
ستيف راي (بالإنجليزية: Stephen Wray) هو منافس ألعاب قوى باهاماسي، ولد في 20 مايو 1962 في ناساو في باهاماس، وتوفي في 22 ديسمبر 2009.

## وصلات خارجية
- ستيف راي على موقع الاتحاد الدولي لألعاب القوى (الإنجليزية)
- ستيف راي على موقع أوليمبيديا (الإنجليزية)
- ستيف راي على موقع اتحاد ألعاب الكومنولث (مؤرشف) (الإنجليزية)